# Der letzte Akkord
Der letzte Akkord ist ein 1956 entstandenes, US-amerikanisches Filmmelodram von Douglas Sirk mit June Allyson, Rossano Brazzi und Marianne Koch in den Hauptrollen.

## Handlung
Der Film spielt im deutsch-österreichischen Grenzgebiet, mit München und Salzburg aber auch dem Starnberger See als konkretem Handlungsraum. Die Amerikanerin Helen Banning, eine Frau mittleren Alters, ist in die bayerische Landeshauptstadt gereist, um eine neue Anstellung an einer Kulturagentur anzutreten. Dort lernt sie einen Arzt, Dr. Morley Dwyer, kennen, der privates Interesse an ihr zeigt. Doch Helen ist derzeit nicht bereit für eine Beziehung und will sich ganz auf ihren neuen Job konzentrieren. Über ihre Chefin Prue Stubbins lernt Helen Banning den attraktiven Dirigenten Tonio Fischer kennen, eine sprunghafte Künstlernatur. Prue bittet Helen, ein wenig auf den bisweilen unberechenbaren Musikus zu achten. Als dieser einen seiner spontanen und für Helen zunächst nicht nachvollziehbaren Eingebungen folgt, die Konzertprobe abbricht und Hals über Kopf den Konzertsaal verlässt, folgt Helen ihm. Tonio Fischer fährt zu der Villa einer gewissen Gräfin Reinhart, einer Dame im fortgeschrittenen Alter. Dort sieht Helen, wie Tonio für eine noch sehr junge Frau Klavier spielt. Helen kann sich darauf zunächst keinen Reim machen, weiß sie doch nicht, dass es sich bei jener Dame um Reni Fischer handelt, Tonios psychisch kranken Frau.
Tonio ist über Renis andauernden Zustand verzweifelt, zumal keine Besserung in Sicht ist. Er bleibt seiner Gattin aber treu, auch wenn er und Helen sich allmählich emotional annähern. Auf einem gemeinsamen Ausflug nach Salzburg wird Helen und Tonio klar, was beide füreinander empfinden. Als Helen, die bislang nicht über den Beziehungsstatus Tonios zu dieser ihr unbekannten Frau am Klavier Bescheid wusste, ist ausgesprochen wütend, als sie erfährt, dass es sich dabei um die Gattin des Dirigenten handelt. Dr. Dwyer sieht derweil seine Chance gekommen, doch noch bei Helen landen zu können und macht ihr einen Heiratsantrag. Reni Fischer, die erkennt, dass Helen ihr den Ehemann ausspannen könnte, fleht die Amerikanerin an, dies nicht zu tun, sie habe sonst niemanden. Wieder daheim auf dem Anwesen der Gräfin, unternimmt Reni einen Selbstmordversuch. Im letzten Moment rettet Helen Reni vor einem Gang ins (See-)Wasser. Erst jetzt erkennt die Amerikanerin wirklich, wie wichtig es ist, dass Tonio bei seiner Frau Reni bleibt und verzichtet großmütig auf die Liebe ihres Lebens. Sie entschließt sich, in die Staaten heimzukehren.

## Produktionsnotizen
Der letzte Akkord entstand im Sommer/Herbst 1956 in München (Außen- und Innenaufnahmen), Salzburg (Außenaufnahmen) und den Universal Studios (Innenaufnahmen) und wurde am 18. September 1957 in Los Angeles uraufgeführt. Die deutsche Premiere fand am 18. Februar 1958 statt.
Alexander Golitzen und Robert E. Smith zeichneten für die Filmbauten verantwortlich, Joseph Gershenson übernahm die musikalische Leitung. Jay A. Morley junior zeichnete für die Kostüme verantwortlich, Maskenbildner Bud Westmore für das Makeup.
Für Marianne Koch war dieser Film einer ihrer beiden Hollywood-Produktionen des Jahres 1956 (in denen sie beide Male unter dem leicht amerikanisierten Pseudonym Marianne Cook auftrat). Unmittelbar zuvor hatte sie Wem die Sterne leuchten, die Geschichte über vier Mädchen, die in Hollywood Karriere machen wollen, abgedreht.

## Synchronisation
| Rolle                 | Darsteller      | Synchronsprecher |
| --------------------- | --------------- | ---------------- |
| Helen Banning         | June Allyson    | Gisela Trowe     |
| Tonio Fischer         | Rossano Brazzi  | Curt Ackermann   |
| Reni Fischer          | Marianne Koch   | sie selbst       |
| Gräfin Irena Reinhart | Françoise Rosay | Ursula Krieg     |
| Dr. Morley Dwyer      | Keith Andes     | Horst Niendorf   |
| Gertrude Kirk         | Frances Bergen  | Sigrid Lagemann  |
| Hennig                | Herman Schwedt  | Walter Tappe     |
| Prue                  | Jane Wyatt      | Ruth Piepho      |

## Kritiken
Dieser Film gilt als einer der schwächeren Arbeiten Douglas Sirks, des Meisters des 1950er-Jahre-Filmmelodrams, und erhielt dementsprechend von der Kritik nur recht maue Bewertungen. Nachfolgend einige Beispiele:
Der Spiegel schrieb in seiner Ausgabe vom 8. Januar 1958: „Die erlesene Langeweile der mit absonderlichen Gefühlswerten betrachteten Beziehungen wird schließlich einem erstaunlichen Ende zugeführt: Der Selbstmordversuch der geistesgestörten Gattin im Starnberger See ähnelt in Machart und Schauplatz dem Tod des romantisch-verwirrten Bayern-Königs Ludwig II.“

„Zufriedenstellender Schmachtfetzen.“

„Romantisches Melodram, das effektvoll, aber inszenatorisch allzu glatt und routiniert auf die Tränendrüsen drückt.“

„Langweilige Neuverfilmung von When Tomorrow Comes mit schwachem Drehbuch und Auftritten.“